# Adel Al-Najadah
Adel Al-Najadah (arab. عادل النجادة; ur. 9 marca 1966) – kuwejcki judoka. Dwukrotny olimpijczyk. Zajął 33. miejsce w Los Angeles 1984 i Seulu 1988. Walczył w wadze półlekkiej i lekkiej.
Uczestnik mistrzostw świata w 1989 roku.

## Letnie Igrzyska Olimpijskie 1984
| Konkurencja | Eliminacje          | Klas. końcowa |
| Konkurencja | Przeciwnik I        | Miejsce       |
| ----------- | ------------------- | ------------- |
| 65 kg       | Brad Farrow (CAN) P | 33.           |

## Letnie Igrzyska Olimpijskie 1988
| Konkurencja | Eliminacje              | Klas. końcowa |
| Konkurencja | Przeciwnik I            | Miejsce       |
| ----------- | ----------------------- | ------------- |
| 71 kg       | Glenn Beauchamp (CAN) P | 33.           |